# Sally Carr
Sally Carr (28 de marzo de 1945) es una cantante británica, más conocida por ser la vocalista del grupo de pop de los años 70 Middle of the Road.

## Primeros años
Sarah Cecilia Carr nació el 28 de marzo de 1945. Tiene cuatro hermanos. Su padre era minero. Su madre, Cecilia, estaba postrada en la cama. Cuando Carr era una niña, la familia solía cantar alrededor de un piano; Carr nunca tuvo formación vocal profesional. 

## Middle of the Road
La cantante original Sally Carr, el batería Ken Andrew, el guitarrista Ian McCredie y su hermano bajista Eric McCredie, fundaron la banda el 1 de abril de 1970 en Glasgow. Ya habían tocado juntos bajo el nombre de Part Four desde 1967 y más tarde en estilo latinoamericano bajo el nombre de Las Caracas. Con el nombre de Las Caracas ganaron el programa de talentos de la televisión británica Opportunity Knocks. Se trasladaron a Italia en 1970 porque no habían encontrado el éxito en el Reino Unido. Allí conocieron al productor musical italiano Giacomo Tosti, que dio a la banda su sonido característico y les dio su oportunidad internacional.
El grupo obtuvo su primer y mayor éxito discográfico en el Reino Unido con su primer sencillo en ese país, "Chirpy Chirpy Cheep Cheep". La canción alcanzó el número 1 en la UK Singles Chart en junio de 1971 y permaneció allí durante cuatro semanas más. En total, Middle of the Road consiguió cinco éxitos en el Reino Unido en 1971 y 1972. La banda tuvo un éxito especialmente fuerte en Alemania, donde consiguió once éxitos en el Top 40 entre 1971 y 1974. Como ejemplo, Frank Valdor se apresuró a adaptar Sacramento como sus "discos de fiesta". Chirpy Chirpy Cheep Cheep y Sacramento se escucharon mucho en la radio escandinava. En el Daverende 30 neerlandés el grupo tuvo cuatro números 1 entre 1971 y 1973.
En 2017, Middle of the Road lanzó su primer sencillo en más de 20 años, una grabación en directo de su éxito de los años 70 Soley Soley, interpretado ante 20.000 personas en el anfiteatro Waldbühne de Berlín.

## Carrera en solitario
En 1978 lanzó su primer sencillo como solista titulado "Pretty Boy Blue" llegando a estar en el puesto 4 en la UK Singles Chart. En 1982 lanzó su segundo sencillo "Rainy Day' que tuvo menor éxito sin entrar en las listas de éxitos.
En 2008, recibió crédito en el álbum de la banda británica The Beverley Sisters, Green Fields como compositora.
Desde 2010, Carr sigue actuando en conciertos de música antigua.

## Vida personal
En 1978 se casó con el periodista Chick Young. El 20 de abril de 1980 nace su hijo Keith. En 1984, Carr y Young se separaron sin llegar a un divorcio formal.
El 18 de enero de 2001, Keith y un amigo iban en moto a la universidad cuando fueron atropellados por un coche que se les cruzó inesperadamente. Keith murió en el lugar de los hechos a causa de las heridas sufridas en la colisión.
En mayo de 2012, Sally sufrió un colapso en su casa de Renfrewshire debido a una hemorragia cerebral y los médicos le dieron pocas posibilidades de sobrevivir. Carr quedó con 38 grapas en la cabeza tras la operación y tiene recuerdos. El traumatismo cerebral no le ha dejado casi ningún síntoma evidente, pero tiene que practicar la escritura y sigue teniendo problemas de visión periférica.
Desde la muerte de su hijo, Sally Carr vive sola en su propia mansión de Renfrewshire.